# 南喬克區
6°57′33″S 79°14′35″W / 6.9591°S 79.2430°W
南喬克區（西班牙語：Distrito de Nanchoc），是秘魯的一個區，位於該國北部卡哈馬卡大區的聖米格爾省，始建於1958年12月2日，面積358.9平方公里，海拔高度400米，2005年人口1,308，人口密度每平方公里3.6人。